# Saarwellingen
Saarwellingen é um município da Alemanha localizado no distrito de Saarlouis, estado do Sarre.